# Estornell capblanc
L'estornell capblanc (Sturnia erythropygia) és una espècie d'ocell de la família dels estúrnids (Sturnidae) que habita pastures i terres de conreu de les illes Andaman i Nicobar. El seu estat de conservació es considera de risc mínim.